# Камалудин Бехзад
Камалудин Бехзад Херави (перс. کمال‌الدین بهزاد), познат и као мајстор Камалудин Бехзад, мајстор Бехзад и мајстор сликарства, био је ирански сликар и минијатуриста из 15. и 16. века и водећа фигура хератске школе сликарства. Заузимао је положај на двору Тимурида и Сафавида и познат је као иноватор у иранском сликарству.

## Живот
Рођен је и провео већи део свог живота у Херату, граду на југозападу Авганистана, у време Тимурида, а касније у Табризу под династијом Сафавида. Као сироче, одгојио га је истакнути сликар Мирак Накаш, и био је штићеник Мир Али Наваија. Бехзад је код Мирака непосредно учио технику илуминације, а бакрорез је учио из дела Мевлане Валијулаха. Његови главни покровитељи у Херату били су тимуридски султан Хусеин Бајкара (владао 1469-1506) и други амири из његовог окружења. С двадесетак година Бехзад је стекао глас талентованог уметника. У периоду од осам година (између 1479. и 1488) Бехзад је био посвећен усавршавању властитог стила, а током наредних дванаест година створио је своја најзначајнија и најбоља дела.
Бехзад је последње године свог живота провео у Табризу у служби на сафавидском двору. Указ Шаха Исмаила из 1522. године о намештењу Бехзада за управника краљевске радионице за израду рукописа углавном се узима као сведочанство о добрим односима сликара са овим владарем. Под његовим надзором били су сви библиотекари, калиграфи, сликари, илуминатори, израђивачи маргина, мајстори позлаћивања, истањивачи злата и мајстори за лазулит. На овом положају остао је до своје смрти.
Бехзад је умро 1535. године у Табризу и сахрањен је поред песника Камала Хоџандија, која је данас позната као гробница два Камала.

## Стил
Бехзадова окренутост према стварном свету који га окружује разликује га од сликара који су му претходили. Његов хуманистички став је у потпуној хармонији са начином на који у свом раду користи боје, линије и структуру. Сви елементи слике - укључујући људе, животиње, биљке, стене и планине - представљају њихове карактеристике и особине. Његов снажан дизајн довео је до кретања и динамике у односу на једноличне и беживотне фигуре у ранијим сликарским делима. Разноврсност стања, лица и боја, као и трансформација природе и архитектуре у простор људског деловања је одлика његовог сликарства која је свакој фигура обезбедила посебно и одговарајуће место. Основни елементи Бехзадових пејзажа су стабла топола у јесен, процветало жбуње, трава, брда и потоци који делују реалистично и уверљиво. Он понекад слика земљу без цвећа и траве, како би имао више простора за представљање покрета и релација међу фигурама. Подела простора, мноштво објеката и разноликост окретних и агилних људи који се виде у већини Бехзадових радова никада не прелазе у метеж и неред. Увођењем геометријских метода у композицију и форму Бехзад повезује различите делове слике у јединствену целину. На делима са архитектонским елементима примећују се задате и назначене пропорције где се композиција фигура и укупна структура дела најчешће заснивају на кругу и узрокују унутрашње кретање. Такве композиције су још у његово време биле имитиране од стране других сликара.
Вредна пажње је Бехзадова оштрина у приказивању околине и свакодневног живота као што је подела рада међу радницима на изградњи палате и присуство црнопутих радника међу њима, слуге који припремају гозбу, настојник јавног купатила опасан тканином око појаса, слуга са пешкиром у руци који суши ноге свом господару и слично томе. Бехзад у свему томе не занемарује ни духовну поруку док описује обичне догађаје, већ настоји да их интегрише.
Ово се посебно уочава у гностичким и етичким делима, као што је приказ соба и вијугавих степеница, затворених прозора и врата у делу Јусуф и Зулејха из Са'дијевог Бустана. Бехзадове илустрације за Са'дијев Бустан израђене за библиотеку султана Хусеина Бајкара са колофоном датираним у 1488. годину показују природу његових уметничких достигнућа. Овај рукопис Бустана састоји се од двостраног прочеља и четири илустрације. Бехзадови потписи на овим сликама су или уграђени у архитектонске натписе, или су неприметно смештени на објектима саме слике. Два цртежа су датирана у 1489/99. годину. Сви цртежи садрже поља са текстом која су пажљиво интегрисана у општу шему стране сугеришући да су Бехзад и калиграф, Султан Али Катеб, морали блиско да сарађују. Слике су вредне пажње због прецизно избалансираних композиција које јасно дефинишу простор што је неуобичајено за иранско сликарство. Иако су фигуре креиране као идеализовани типови и из појединачних карактеристика, осећај, стање и личности често изгледају деликатније и изражајније од онога што је уобичајено у персијским рукописима. Осим тога, слике указују на прецизан дизајн и контролу у извођењу карактеристичном за сликарску школу из Херата у 16. веку.
Исте стилске карактеристике су видљиве и на другим Бехзадовим сликама које је он насликао у Херату током друге половине 15. века. Рукописи који се често повезују са Бехзадом су копија Зафар-наме од Јаздија, датирана у 1485. годину (библиотека Универзитета Џон Хопкинс), рукопис Говор птица, датиран у 1483. (Метрополитен музеј, Њујорк), копија књиге Хамсе Али Шир Наваија датирана у 1485. (библиотека Бодлеана у Оксфорду и библиотека Џон Риландс у Манчестеру), и две копије Незамијеве Хамсе из Британске библиотеке, где су слике додате тексту преписаном 1422. године.
Карактеристике као што су прецизности у шаблону, калиграфији и дизајну, као важан део наслеђа Бехзадовог стила, јасно се виде у раду Шејхзадеа, сликара активног у Херату, Табризу и Бухари током прве половине 16. века. који је био његов ученик. Овај стил је од Шејхзадеа и његових савременика пренет на сликаре из Бухаре где је временом постао ригидан и беживотан. Слике потписане од стране Бехзада или приписане њему такође су биле важан извор инспирације за уметнике у могулској Индији. Иако Бабур, оснивач династије, није показао велико одушевљење према Бехзадовом сликарству, његови наследници су на Бехзадово дело и стил гледали као на симбол персијске традиције. Неколико рукописа, за које се сада мисли да садрже Бехзадове слике, били су у власништву могулских владара Акбара, Џахангира и Шаха Џахана. Проучавање могулског сликарства показује да су неке Бехзадове композиције коришћене као модели од стране уметника на могулском двору. Посебно су важни Зафар-нама Тимури, (Британска библиотека), и Ротхшилдова колекција Голестана из 1486. године.
Бехзад је обогатио минијатурно сликарство префињеном декоративношћу, значајно проширујући спектар варијација и стилова и стварајући, поред илустрација, штафелајне слике и портрете који нису повезани са књигама насталим под покровитељством владара Хусеина Бајкара. Бехзад је сликао појединце у складном, маштовитом и драматичном стилу, а не њихову карактеризацију. У сарадњи са својим учитељем, Мираком Накашем и његовим учеником Касимом Алијем, Бехзад је илустровао Незамијев рукопис Хамсу, који се сматра стандардним примером позне школе из Херата, чији уметници су развили јединствен стил. Копија Садијевог Бустана из 1489. године (Национална библиотека у Каиру) садржи илустрације које се међу Бехзадовим делима издвајају својом изванредношћу.
Упркос Бехзадовим иновацијама у форми, он не само да никада није одступио од изворних и традиционалних токова персијског сликарства, већ је задржао исправно виђење које је било једино наслеђе, односно међусобни положај боја који је много напреднији од онога што је виђено у емајлирању и витражима на Западу. Поред едукације истакнутих студената, својом погледом и стилом, оставио је сјајан траг на сафавидском двору у Табризу.

## Аутентичност Бехзадових дела
На ниједном од радова који се приписују Бехзаду не постоји његов уверљиви потпис. Зато се идентификација његових дела обавља углавном одређивањем стила у којем је смисао за декорацију и склоност ка реализму изведен веома умешно и професионално. Према општем уверењу стручњака, од многобројних дела која му се приписују само 32 рада су аутентично његова, која, међутим временски обухватају само десет година његове дугачке уметничке каријере.

## Бехзад у литератури
Бехзад се, такође, помиње у роману Орхана Памука "Зовем се црвено"  као један од највећих персијских сликара минијатуре. У Памуковом роману се каже да се Бехзад ослепео иглом.

## Галерија
- "Изградња утврђења Карнак", 1495.
- "Харун ал-Рашид у бањи", 1495.
- "Плес дервиша", 1480/1490
- '"'Са'ди и младић из Кашгара", 1486.
- "Султан Хусеин Бајкара у шетњи вртом" (десно), прва половина 16. века
- "Султан Хусеин Бајкара у шетњи вртом" (лево), прва половина 16. века
- "Бој Александра и Дарија", око 1520, из Незамијеве Хамсе
- "Александар и пустињак", из Незамијеве Хамсе, 1494.
- "Александар и седам мудраца", из Незамијеве Хамсе, 1494.
- "Тимурова војска напада преживеле у граду Нергес у Грузији у пролеће 1396", из збирке Зафар-нама, Шарафудин Али Јазди, 16. век.
- Минијатура "Старац и младић", 1524, Херат.
- "Две камиле које се боре са слугама", око 1530.